# Religioni in Mauritania
La Mauritania è una repubblica islamica e l'islam è la religione di stato. Ufficialmente, tutti i cittadini mauritani sono musulmani e seguono l'islam sunnita della corrente malikita; una buona percentuale di essi è seguace del sufismo. L'ateismo è vietato ai cittadini mauritani. Solo ai residenti stranieri è consentito seguire altre religioni. Secondo le statistiche ufficiali, il 99% della popolazione è composto da musulmani sunniti e solo il restante 1% (composto da cittadini stranieri) segue altre religioni (principalmente il cristianesimo). Secondo una stima del Dipartimento di Stato degli Stati Uniti d'America, i musulmani sunniti sono il 98% della popolazione e i musulmani non sunniti l'1% della popolazione, mentre il restante 1% della popolazione segue altre religioni (principalmente il cristianesimo); è presente anche un piccolo gruppo di ebrei. Una stima del 2020 dell'Association of Religion Data Archives (ARDA) dà i musulmani sunniti al 99,2% circa della popolazione e i cristiani allo 0,2% circa della popolazione, mentre lo 0,5% della popolazione segue le religioni africane tradizionali e lo 0,1% circa della popolazione non segue alcuna religione; è presente anche un piccolissimo gruppo di bahai. A proposito delle religioni africane tradizionali, va precisato che alcuni elementi di esse (come la credenza negli spiriti) vengono seguiti anche da persone di fede musulmana che non le trovano incompatibili con la loro religione, dato che Allah viene comunque considerato come l'unica divinità.
La libertà di religione non è prevista dalla costituzione. La sharia costituisce una delle basi della legislazione, insieme ad alcuni principi giuridici secolari derivati dal diritto civile francese. La conversione di un musulmano ad un'altra religione è vietata e si incorre nel reato di apostasia. Le espressioni religiose pubbliche diverse dall’islam sono vietate. I residenti stranieri che non sono musulmani possono praticare la propria fede nelle chiese autorizzate, che sono aperte solo per il culto e possono accogliere solo cittadini stranieri. La legge prevede la richiesta dell'autorizzazione preventiva per le riunioni di gruppo tenute nelle case private. Il possesso di materiale religioso non islamico per uso personale da parte dei non musulmani è legale. Il proselitismo religioso dei non musulmani verso i musulmani è illegale.